# آبالا، منطقه
آبالا، منطقه (به لاتین: Abala District) در جمهوری کنگو است که در plateaux region (congo) واقع شده‌است.